# Nationalpark Sierra de Órganos
Der Nationalpark Sierra de Órganos ist einer der jüngsten mexikanischen Nationalparks und umfasst die bizarren Felsformationen der Sierra de Órganos im Bundesstaat Zacatecas mitsamt ihrer Tier- und Pflanzenwelt.

## Geographie
Der Park liegt ca. 15 bis 20 km nordwestliche der Stadt Sombrerete im Bundesstaat Zacatecas und weist eine Fläche von 11,25 km² auf. Der Park wurde im Jahr 2000 ausgewiesen.

## Fauna

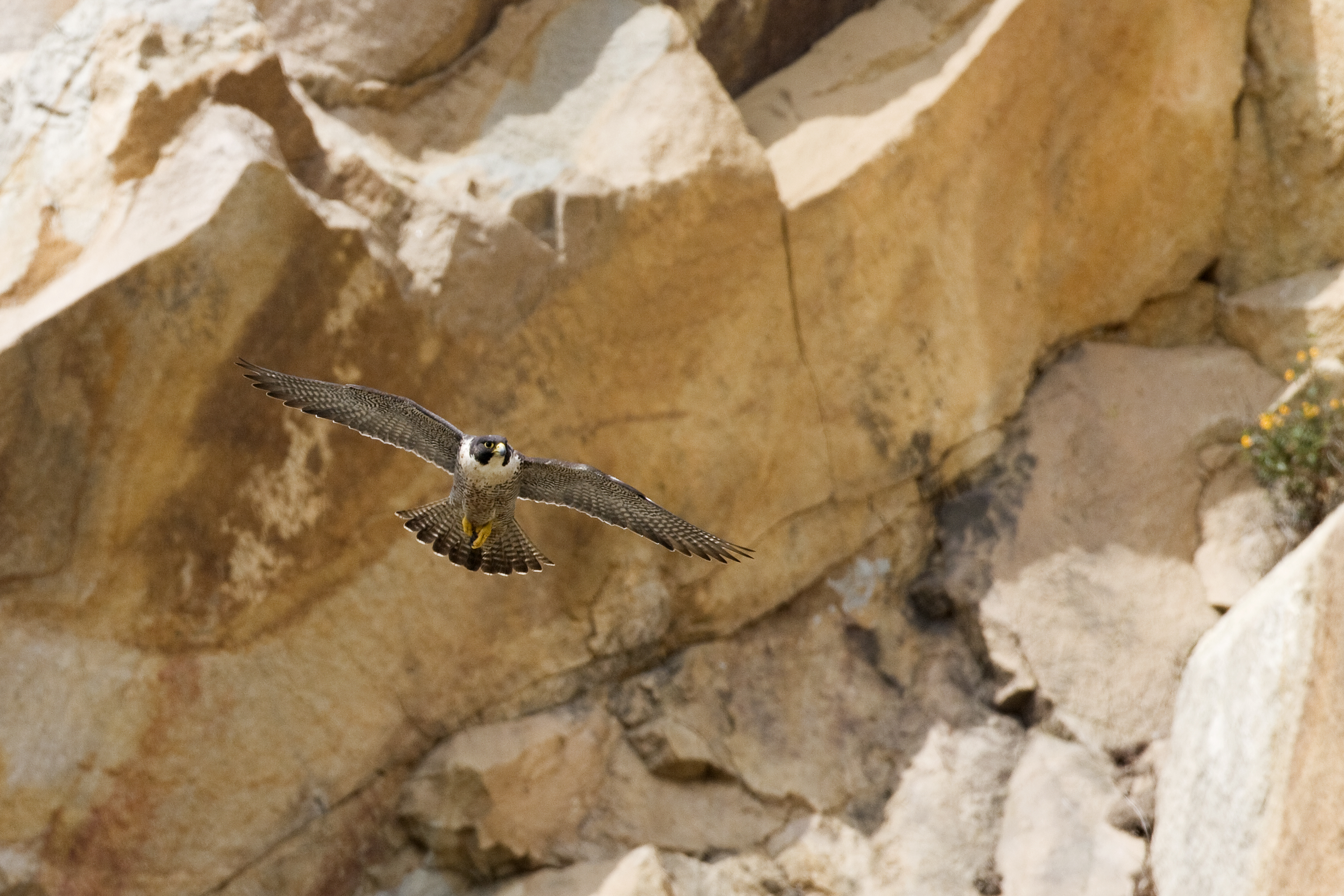
Wanderfalke (Falco peregrinus)
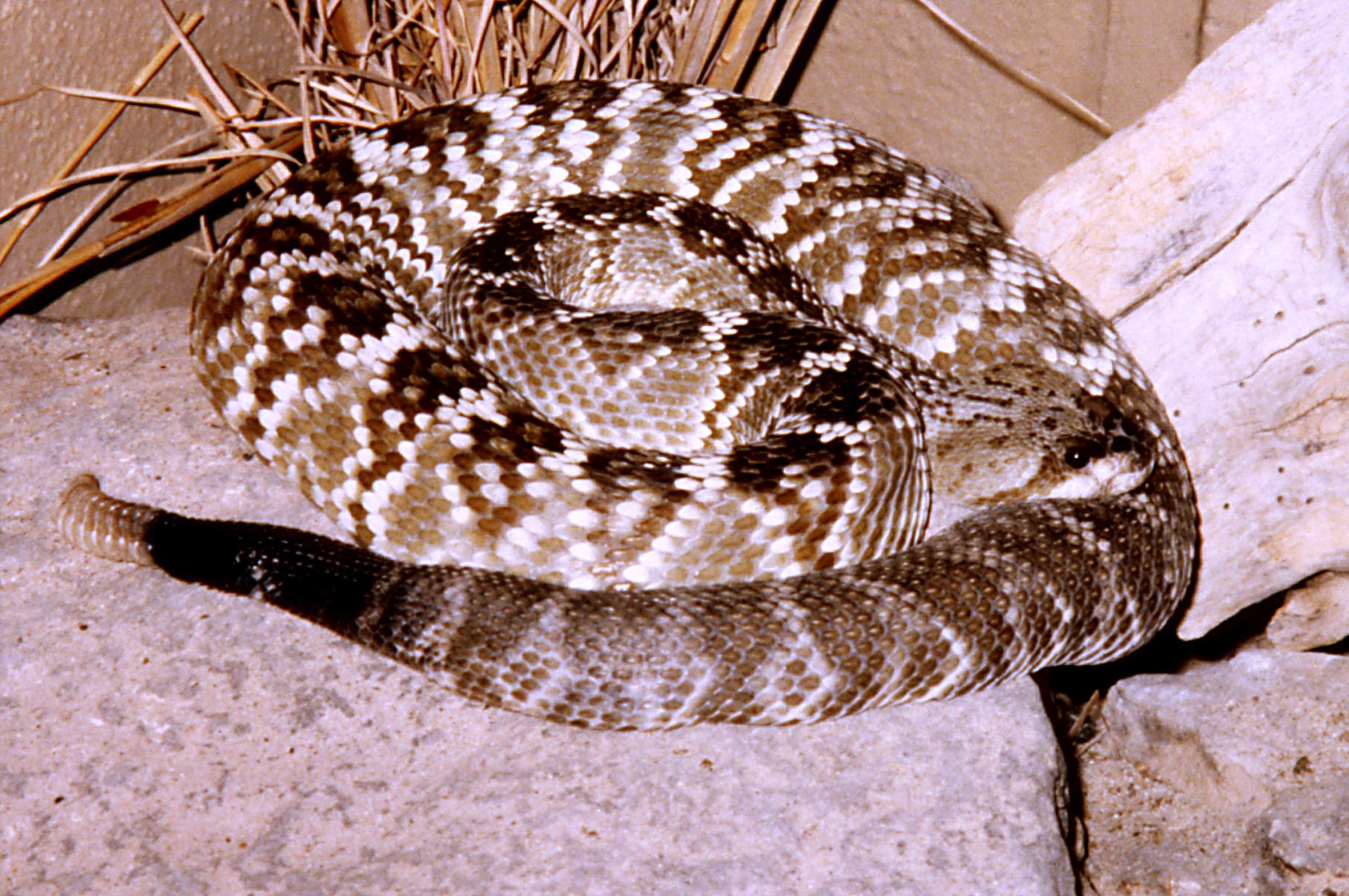
Schwarzschwanz-Klapperschlange (Crotalus molossus)
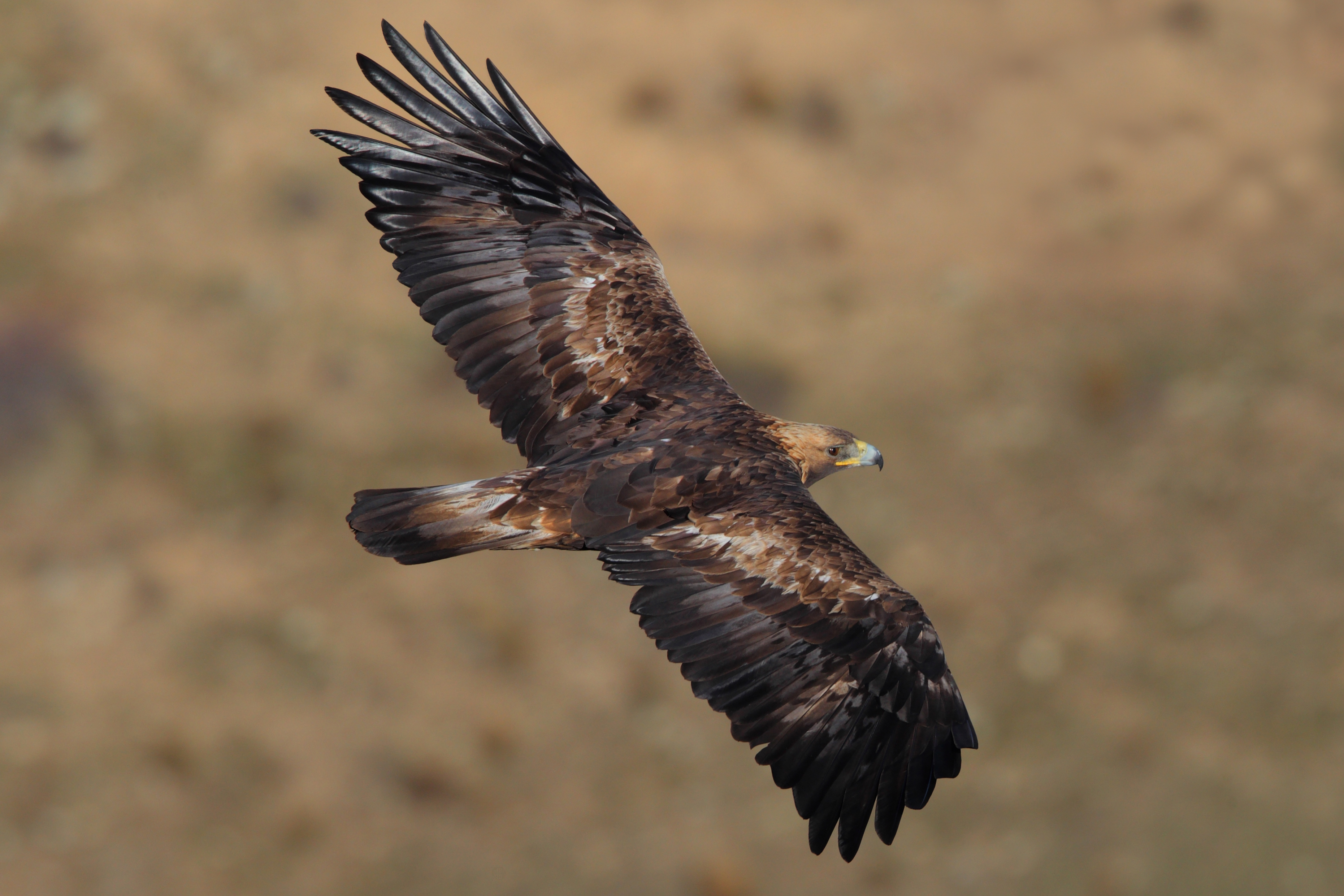
Steinadler (Aquila chrysaetos)
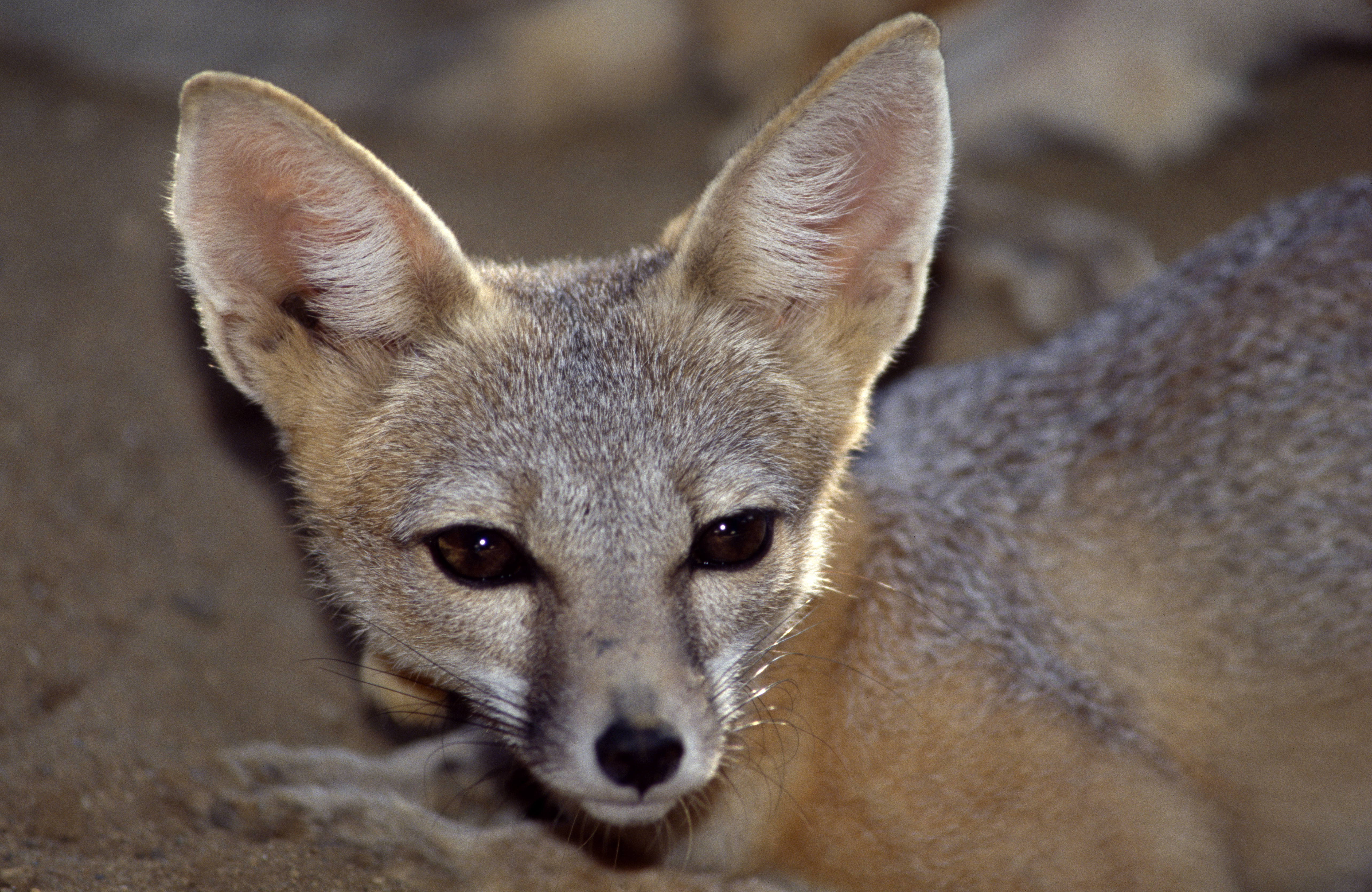
Kitfuchs (Vulpes macrotis)
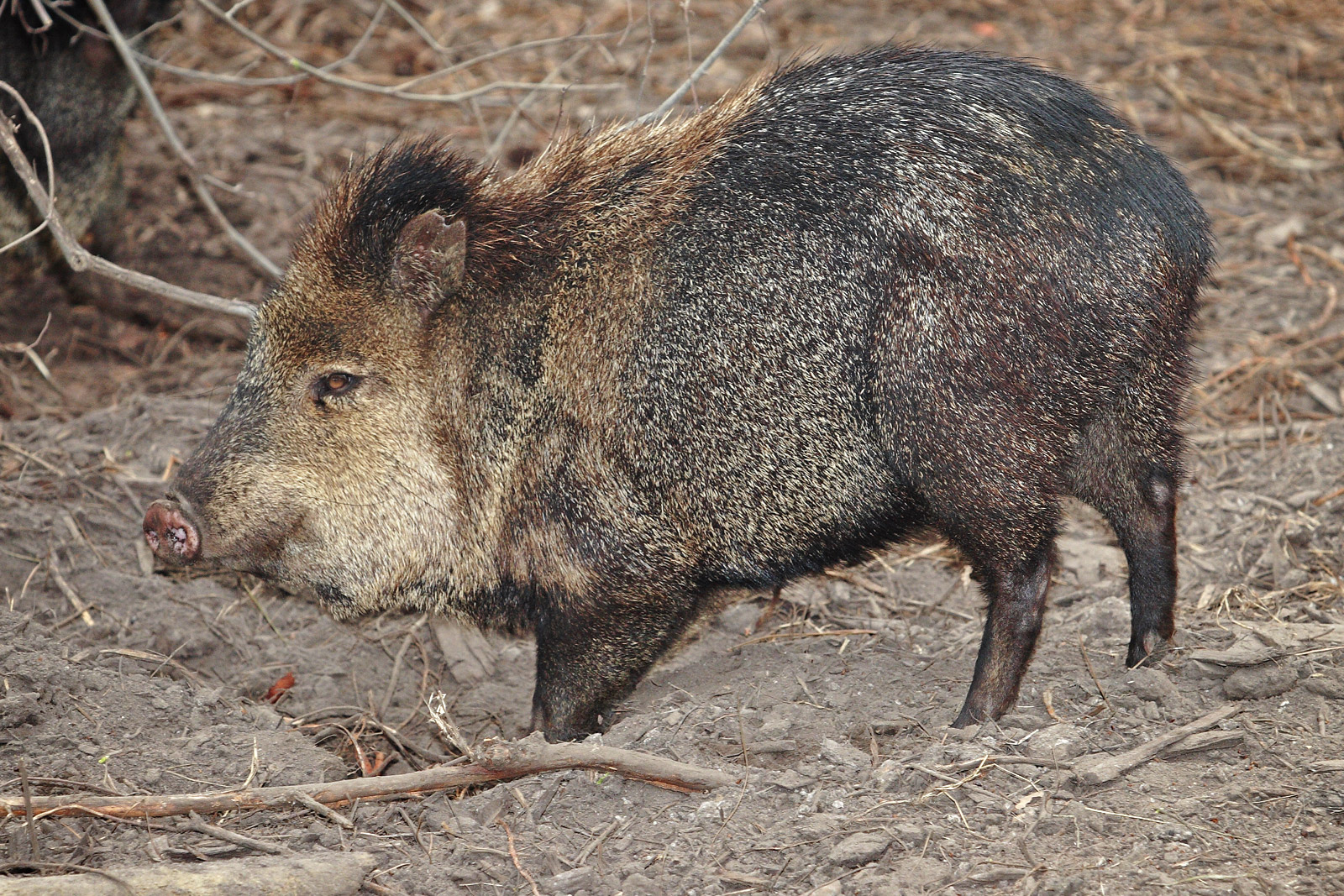
Halsbandpekari (Pecari tajacu)
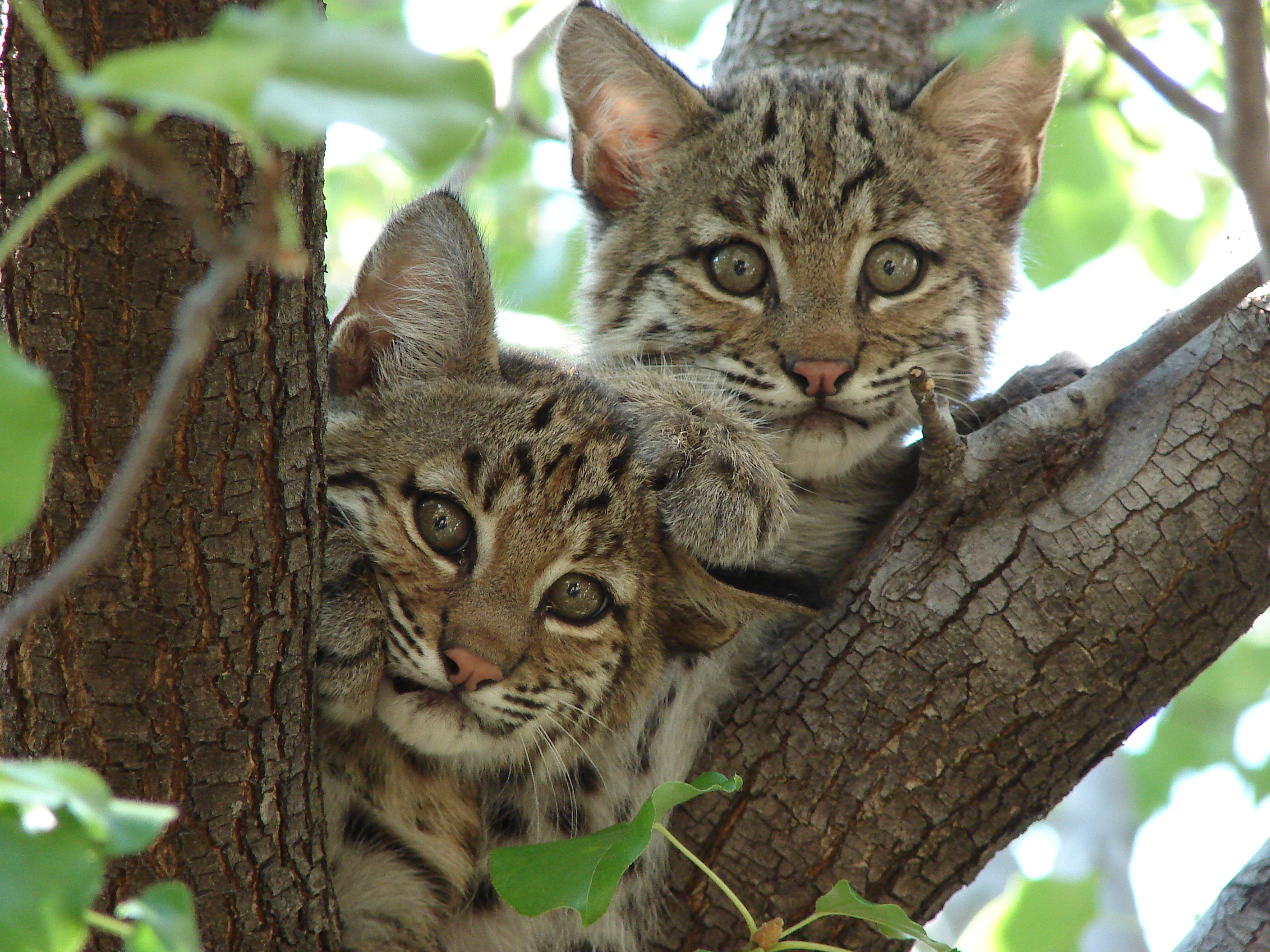
Rotluchs (Lynx rufus)
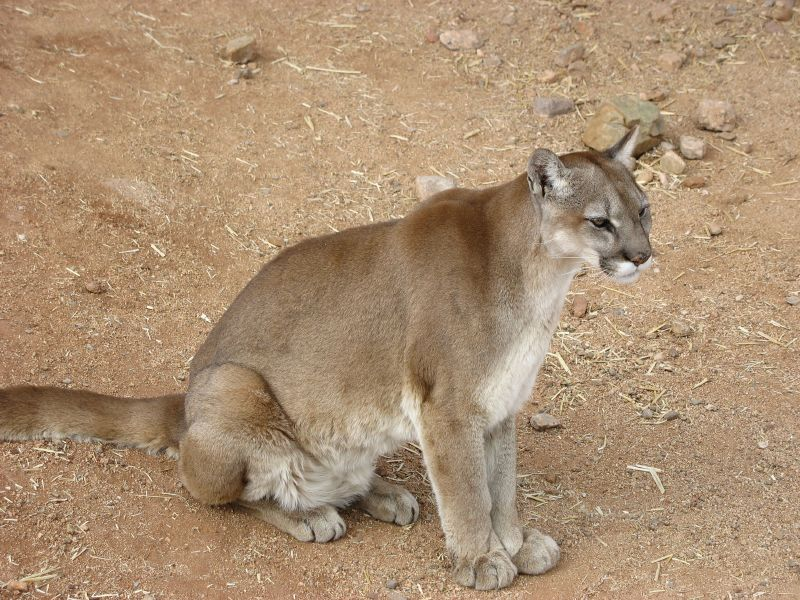
Puma (Puma concolor)
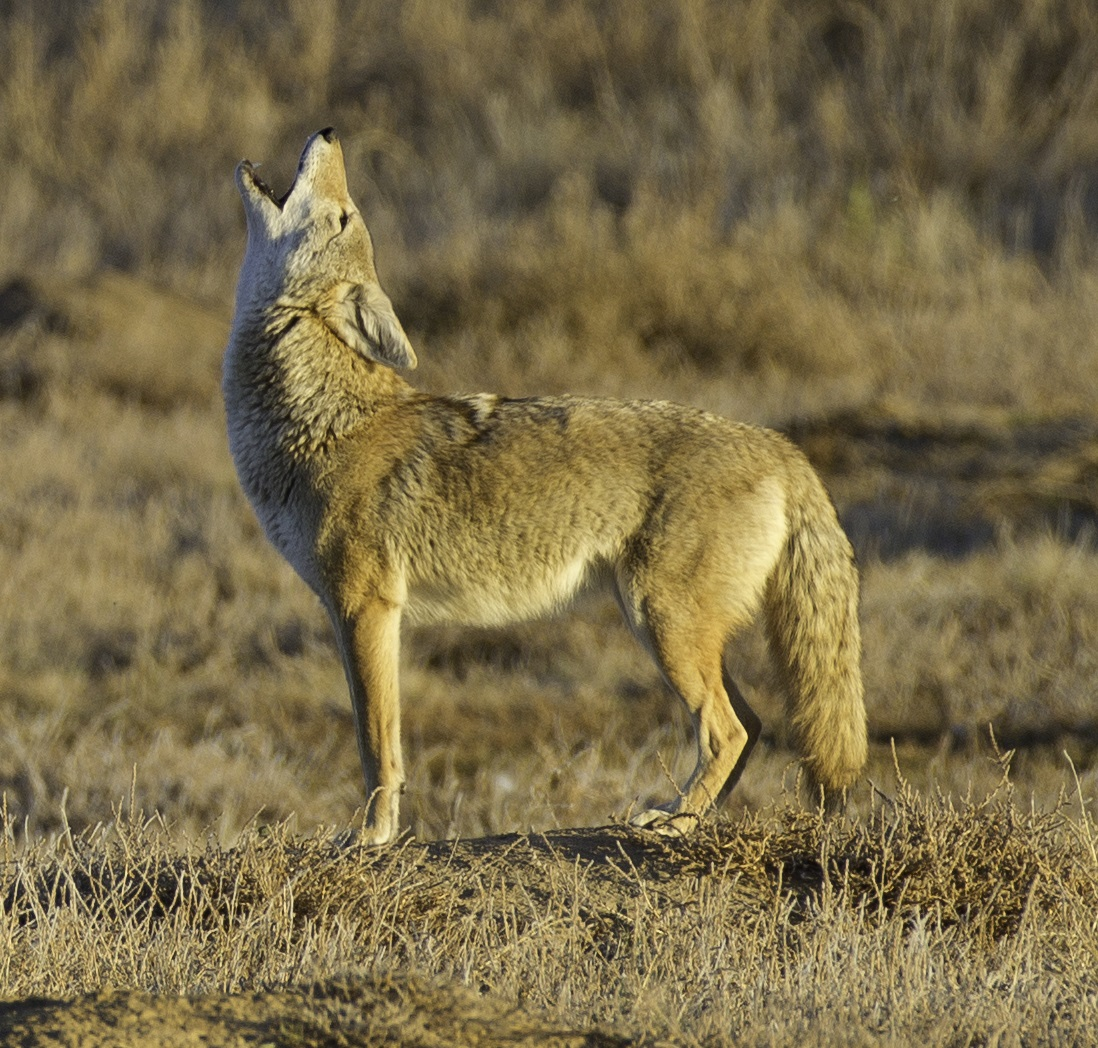
Kojote (Canis latrans)